# Ohio Gang

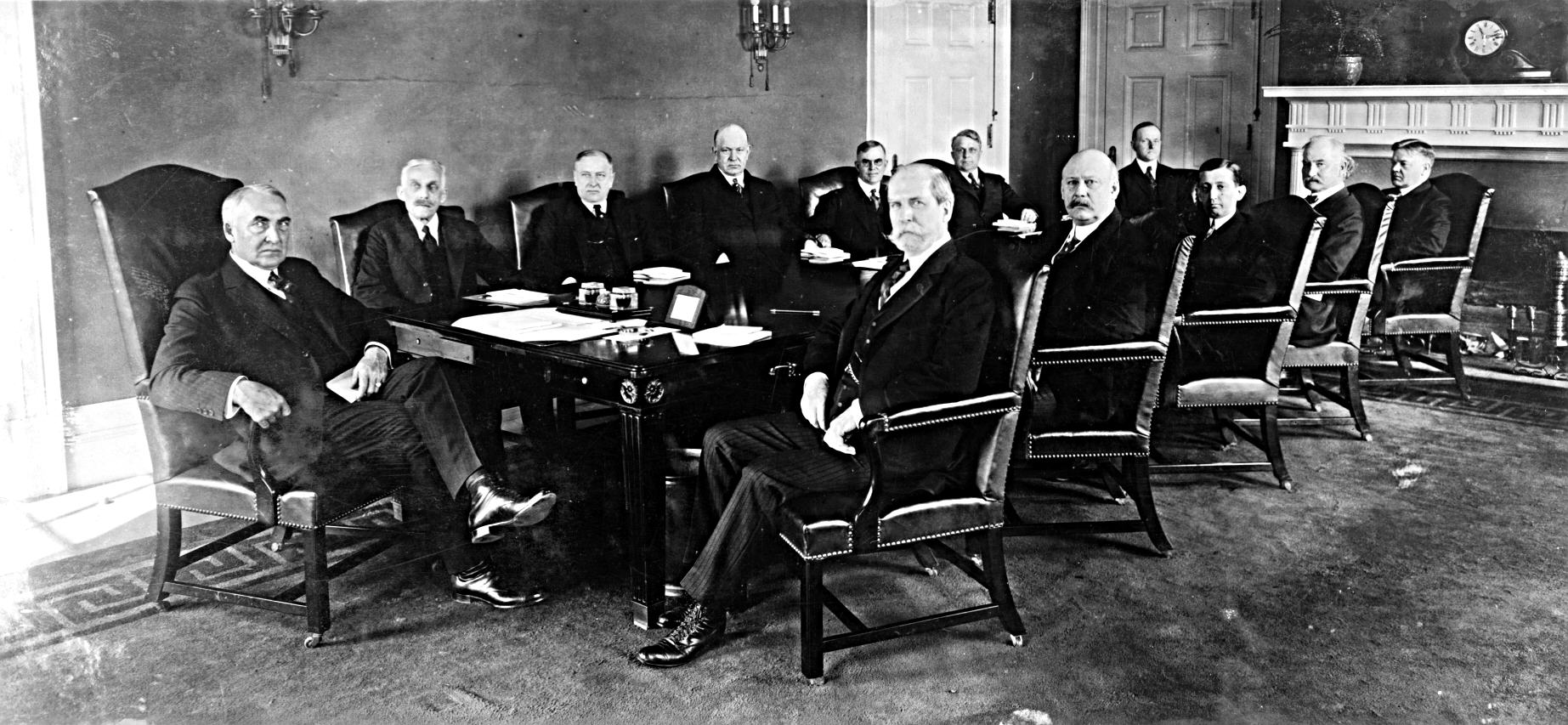
Präsident Harding und sein Kabinett

Als Ohio Gang wurde in den USA zu Beginn der 1920er Jahre eine Gruppe von Politikern und Unternehmern aus dem Umfeld des damaligen Präsidenten Warren G. Harding bezeichnet. Es handelte sich um ein Netzwerk von Seilschaften aus Hardings Zeit als Politiker auf Bundesstaatsebene in Ohio, daher der Name. Während der Harding-Regierung wurden mehrere Mitglieder der sogenannten Ohio-Gang in Finanz- und Korruptionsskandale verwickelt. Dazu gehörte unter anderem der Teapot-Dome-Skandal, bei dem die Ölindustrie versuchte, Einfluss auf die Politik zu kaufen. Nach Hardings plötzlichem Tod an einem Herzinfarkt im Jahre 1923 wurden viele Mitglieder des Netzwerks vom neuen Präsidenten Calvin Coolidge entmachtet. Für ihre Verwicklungen in korrupte Deals wurden mehrere Politiker und Unternehmer verurteilt. Neben dem Teapot-Dome-Ölskandal und dem damit direkt verbundenen Daugherty-Burns-Skandal um Justizminister Harry M. Daugherty, der als zweiter Kopf der Ohio Gang gilt, waren Mitglieder der Gang auch für die Unterschlagung von Geldern des nach dem Ersten Weltkrieg neugegründeten Veteranenamtes verantwortlich. Zudem gab es Verbindungen zum illegalen Alkoholhandel während der Prohibition. In diesem Zusammenhang kam es zum Todesfall Jesse Smith, welcher ein Mitarbeiter von Justizminister Daugherty war. Ob es sich um Selbstmord oder Mord handelte, ist bis heute unklar.

## Mitglieder
- Joseph B. Foraker (1846–1917), ehemaliger Gouverneur von Ohio
- Warren G. Harding (1865–1923), Präsident der USA von 1921 bis 1923
- Harry M. Daugherty (1860–1941), Justizminister (Attorney General) unter Harding und Coolidge[5][6]
- Jesse Smith, Mitarbeiter Daughertys
- George Remus, Alkoholschmuggler aus Ohio[7]
- Albert B. Fall (1861–1944), Innenminister unter Harding, später wegen Korruption und Verschwörung zu einem Jahr Haft verurteilt[8]
- Edwin C. Denby (1870–1929), Marineminister unter Harding und Coolidge
- Harry Ford Sinclair, Unternehmer und Gründer von Sinclair Oil, später wegen eines Manipulationsversuchs seines Korruptionsprozesses zu sechs Monaten Haft verurteilt[9]
- Edward L. Doheny, Ölunternehmer, später von Korruptionsvorwürfen freigesprochen
- Charles R. Forbes, unter Harding Direktor des Veteranenamtes, verbrachte wegen Geldunterschlagung ein Jahr und acht Monate im Gefängnis
- Thomas W. Miller (1886–1973), Treuhänder von während des Ersten Weltkriegs beschlagnahmten Vermögens, verbüßte wegen Betrugs eine Haftstrafe und wurde 1933 von Präsident Herbert Hoover begnadigt[10]